# Tetraloniella arizonica
Tetraloniella arizonica là một loài Hymenoptera trong họ Apidae. Loài này được Cockerell mô tả khoa học năm 1937.